# 吉田昭夫 (実業家)
吉田 昭夫（よしだ あきお、1960年〈昭和35年〉5月26日 - ）はイオンの取締役兼代表執行役社長（ジャスコ時代からの通算で5代目）。イオンリテール取締役。元イオンモール代表取締役社長。元永旺（中国）投資有限公司董事。イオンモールでは中国本部長、イオンではディベロッパー事業やデジタル事業を担当していたことがある。

## 来歴・人物
1983年にジャスコへ入社。ジャスコがイオンへ商号変更して以降の2005年にイオンの東北開発部長となり、のちにイオンリテ－ル関東開発部長に転じる。
2011年にイオンモールの国際企画統括部長および中国本部中国開発統括部長、永旺（中国）投資有限公司董事となり、これより中国事業を担当することとなる。イオンモールの中国本部長や営業本部長兼中国担当となった後に、地方融資平台が発行した理財商品のデフォルト懸念により中国が不況となるさ中の2014年にイオンモールの常務取締役営業本部長兼中国担当に昇進し、2015年にはイオンモールの代表取締役社長に就任し、2020年3月まで務める。

### イオン執行役
2016年にはイオンモール社長のままイオンのディベロッパー事業担当の執行役を兼務し、2019年にはイオンの代表執行役副社長およびディベロッパー事業担当兼デジタル事業担当となる。

### イオン社長
2020年3月に岡田元也の後任として代表執行役社長に就任する。日経新聞ではイオンでの社長交代は23年ぶりとし、岡田元也が吉田昭夫を選んだ理由を「巨額の投資が必要となる開発を手掛けた実績がある。予測をもとに長期的な変化の見通しとそこからくる採算を考え、決断する能力にたけている」と報じた。ちなみにデジタル事業・中国事業の担当は執行役で永旺（中国）投資有限公司董事を務めていた羽生有希が引き継いだ。
2020年5月にはPwC香港シニアアドバイザーのキャリーユーとともに新任のイオンの取締役に就任する。ちなみに指名委員会等設置会社であるイオンの指名委員を務めた取締役のうち、2020年5月の第95期株主総会において大野恒太郎やマッキンゼー・アンド・カンパニー香港支社シニアパートナー経験者のピーターチャイルドは取締役に再任となり、内永ゆか子は退任となった。

## 経歴
- 1983年（昭和58年）
  - 4月:ジャスコ（現イオン）入社
- 2005年（平成17年）
  - 9月:イオン 東北開発部長
- 2009年（平成21年）
  - 9月:イオンリテール 関東開発部長
- 2011年（平成23年）
  - 2月:イオンモール 国際企画部統括部長
  - 3月:永旺（中国）投資有限公司 董事（イオングループ中国本社取締役）
  - 3月:イオンモール 中国本部中国開発統括部長
- 2012年（平成24年）
  - 3月:イオンモール 中国本部長
- 2014年（平成26年）
  - 3月:同社 営業本部長兼中国担当
  - 5月:同社 常務取締役営業本部長兼中国担当
- 2015年（平成27年）
  - 2月:同社 代表取締役社長兼中国担当
  - 4月:同社 代表取締役社長（2020年まで）
- 2016年（平成28年）
  - 3月:イオン 執行役ディベロッパー事業担当
- 2019年（平成31年）
  - 3月:イオン 代表執行役副社長 ディベロッパー事業担当兼デジタル事業担当
- 2020年（令和2年）
  - 3月:同社 代表執行役社長
  - 5月:イオンリテール取締役
  - 5月:イオン 取締役